# Birgit Treiber
Pour les articles homonymes, voir Treiber.
Birgit Treiber, née le 26 février 1960 à Oschatz (RDA), est une nageuse est-allemande, spécialiste des courses de dos.
Elle est double médaillée d'argent olympique aux Jeux olympiques de 1976 à Montréal, en 100 et 200 mètres dos. Elle est médaillée de bronze du 100 mètres dos aux Jeux olympiques de 1980 à Moscou.

## Palmarès

### Championnats d'Europe
- Championnats d'Europe 1977 à Jönköping (Suède) :
  -  Médaille d'or du 100 m dos.
  -  Médaille d'or du 200 m dos.
  -  Médaille d'or du relais 4 × 100 m nage libre.